# Jerzy Łukaszewicz (polityk)

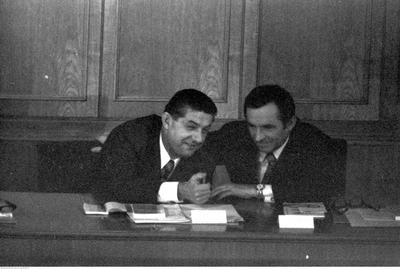
Jerzy Łukaszewicz (z lewej) i Ryszard Frelek w prezydium I Krajowej Konferencji PZPR, październik 1973

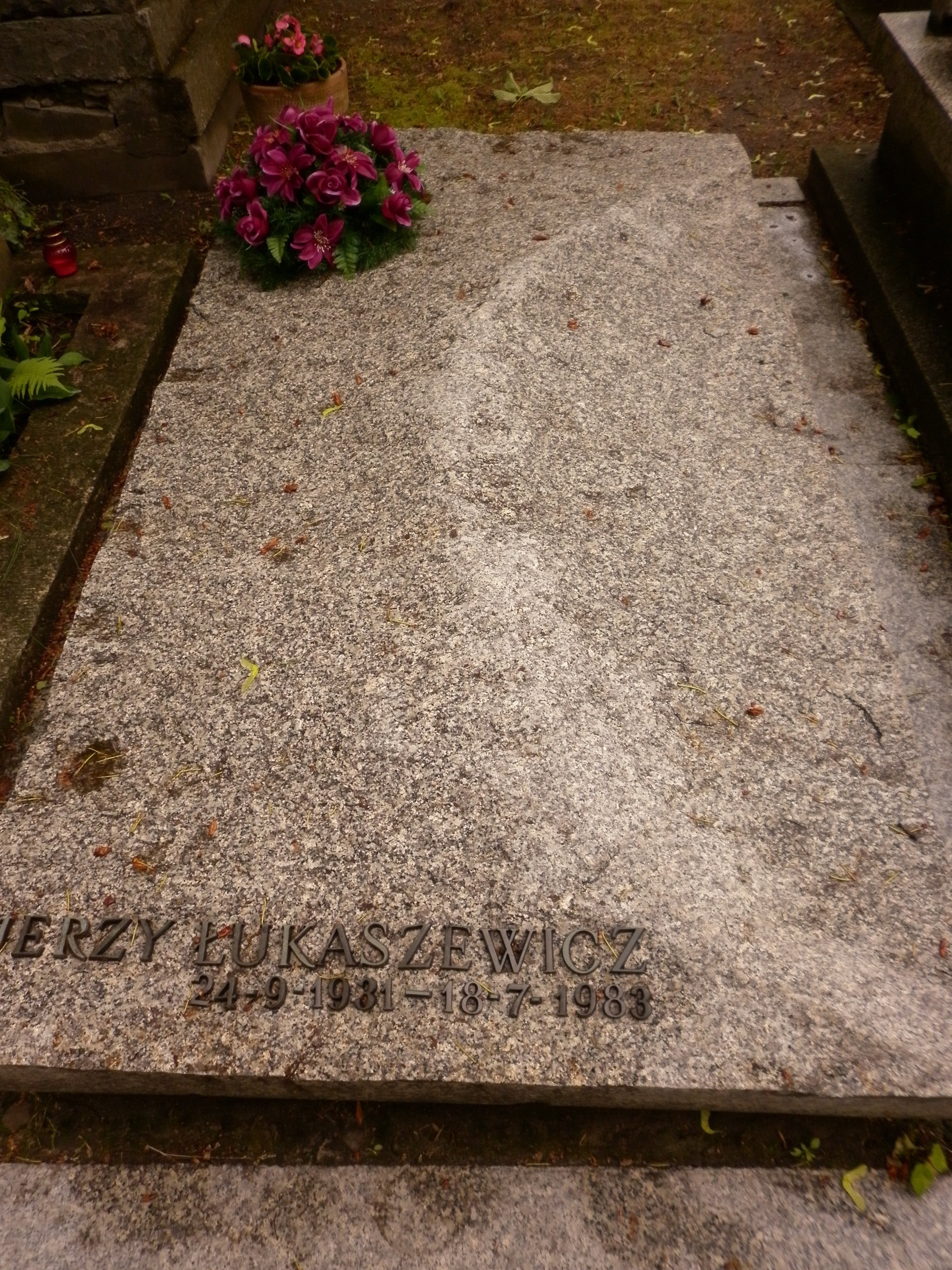
Grób Jerzego Łukaszewicza na Cmentarzu Wojskowym na Powązkach

Jerzy Łukaszewicz (ur. 24 września 1931 w Warszawie, zm. 18 lipca 1983 tamże) – polski działacz partyjny z okresu PRL, członek Biura Politycznego KC PZPR, poseł na Sejm PRL VI, VII i VIII kadencji.

## Życiorys
Syn Wacława i Janiny. Działał w organizacjach młodzieżowych. Ukończył studia na Wydziale Historyczno-Socjologicznym Wyższej Szkoły Nauk Społecznych. 29 września 1949 został członkiem Polskiej Zjednoczonej Partii Robotniczej, a od 1961 pracował w partyjnym aparacie (m.in. jako I sekretarz Komitetu Dzielnicowego w warszawskiej Woli w latach 1964–1969, zastępca członka Komitetu Centralnego od 1964 do 1968, członek KC w latach 1968–1980, sekretarz organizacyjny Komitetu Warszawskiego od 1969 do 1972 i kierownik Wydziału Propagandy, Prasy i Wydawnictw w latach 1972–1975). W latach 1971–1980 był sekretarzem KC PZPR odpowiedzialnym za prasę i propagandę. W latach 1972–1980 był posłem na Sejm PRL VI, VII i VIII kadencji. Od 1972 do 1981 zasiadał w prezydium Ogólnopolskiego Komitetu Frontu Jedności Narodu, ponadto był członkiem jego Sekretariatu. Od 12 grudnia 1975 do 15 lutego 1980 był zastępcą członka Biura Politycznego KC PZPR, a następnie – do 24 sierpnia 1980 – członkiem Biura Politycznego KC PZPR. 
Jako bliski współpracownik Edwarda Gierka został w 1980 usunięty ze składu Komitetu Centralnego PZPR oraz pozbawiony mandatu posła. 15 lipca 1981 na IX Nadzwyczajnym Zjeździe PZPR został wykluczony z partii. W lipcu 1981 został pozbawiony przez Radę Państwa PRL Orderu Sztandaru Pracy I klasy. W latach 1981–1982 internowany wraz z innymi członkami ekipy Edwarda Gierka.
Zmarł w 1983 i został pochowany na warszawskich Powązkach Wojskowych (kwatera A15-7-27).

## Odznaczenia
- Order Sztandaru Pracy I klasy (pozbawiony w 1981)[3]
- Krzyż Oficerski Orderu Odrodzenia Polski
- Krzyż Kawalerski Orderu Odrodzenia Polski
- Srebrny Krzyż Zasługi (1955)[4]
- Medal 10-lecia Polski Ludowej (1955)
- Medal 30-lecia Polski Ludowej (1974)[5]
- Złota odznaka honorowa „Za Zasługi dla Warszawy” (1964)[6]
- Medal 30-lecia wyzwolenia Czechosłowacji przez Armię Radziecką (Czechosłowacja, 1975)[7]
- Order Legii Honorowej (Francja)
- Medal jubileuszowy „Trzydziestolecia zwycięstwa w Wielkiej Wojnie Ojczyźnianej 1941–1945” (ZSRR, 1975)[8]
- Medal 90-lecia urodzin Georgi Dymitrowa (Bułgaria, 1972)[9]
- inne odznaczenia